# Punta Europa
Punta de Europa, o Punta Europa (Europa Point en inglés), es el punto más meridional de territorio británico de ultramar de Gibraltar (no así de la península ibérica que es la Punta de Tarifa), limitando por el este la bahía de Algeciras y por el oeste el mar de Alborán, el más occidental del Mediterráneo. 
Situada en el extremo del peñón de Gibraltar, el área es llana y está ocupada por un campo de juego y algunos edificios. En un día claro hay una buena vista del estrecho de Gibraltar; África, incluyendo las montañas de Rif; y la bahía de Algeciras, así como las ciudades españolas de su orilla. Los edificios incluyen el santuario católico de Nuestra Señora de Europa, y un faro.

## El faro de Punta Europa

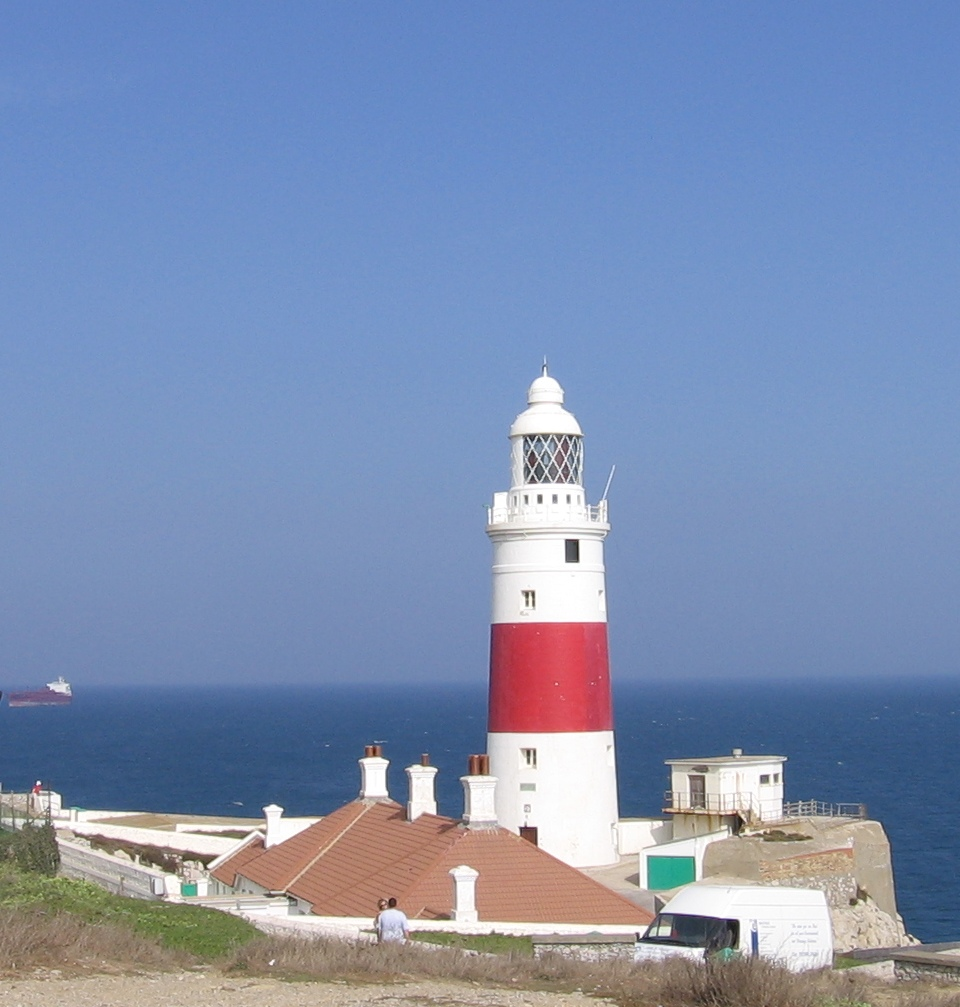
Faro de Punta de Europa.

El faro fue construido por orden del gobernador de Gibraltar Alexander Woodford entre 1838 y 1841. Fue el segundo faro existente en el estrecho de Gibraltar, tras el de Tarifa, que fue encendido en 1822. Fue automatizado completamente en febrero de 1994 y su haz de luz puede verse desde una distancia de 27 kilómetros. Es el faro situado más al sur de los que administra Trinity House, y el único fuera del Reino Unido.
Su indicativo internacional es D-2430.

## Denominación

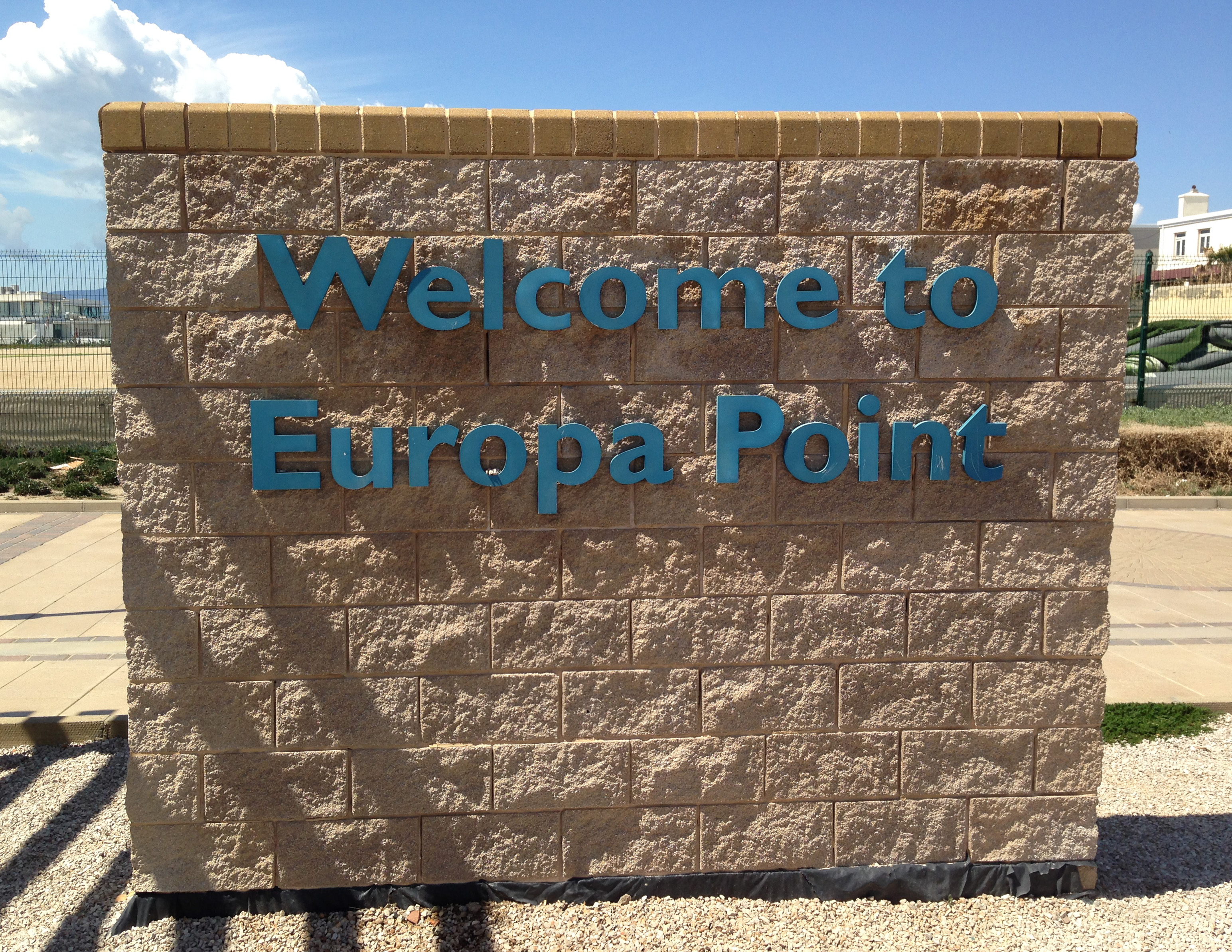
Cartel de bienvenida

El extremo meridional del peñón de Gibraltar recibe ese nombre debido a que durante la época medieval se pensaba que, efectivamente, se trataba del punto más meridional del continente europeo (realmente, este punto se encuentra en Tarifa). El topónimo inglés traduce la voz geográfica ("punta" se transforma en point) en tanto que la parte distintiva permanece invariante (sin utilizar el topónimo en inglés, Europe). La razón de ello es que la forma en español domina en el habla gibraltareña.

## Comunicaciones

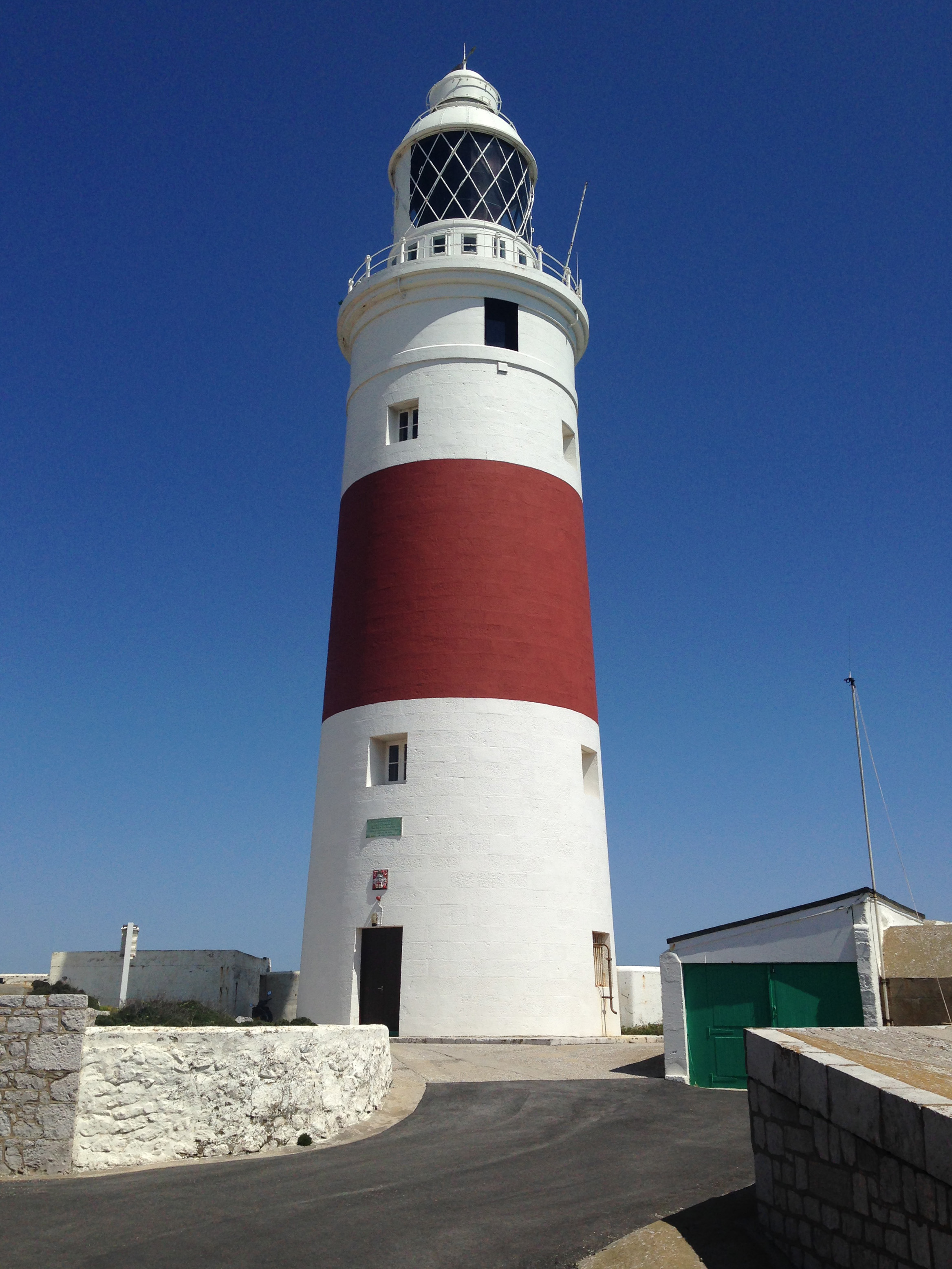
Faro de Punta de Europa

Punta Europa se encuentra enlazada con el lado oriental del peñón, incluyendo las bahías de Sandy Bay y La Caleta, mediante el túnel Dudley Ward, cerrado por razones de seguridad en 2002 después de que el conductor de un automóvil resultase muerto debido a un desprendimiento de rocas, y reabierto en noviembre de 2010, después de unas obras de mejora y acondicionamiento.